# Sandalus porosus
Sandalus porosus is een keversoort uit de familie Rhipiceridae. De wetenschappelijke naam van de soort is voor het eerst geldig gepubliceerd in 1868 door LeConte.